# Srokowa Skała
Srokowa Skała – skała w miejscowości Racławice w województwie małopolskim, w powiecie krakowskim, w gminie Jerzmanowice-Przeginia. Wznosi się w prawych (zachodnich) zboczach Doliny Czubrówki. Jest to obszar Wyżyny Olkuskiej w obrębie Wyżyny Krakowsko-Częstochowskiej.
Srokowa Skała wznosi się na wysokość około 415 m n.p.m., w odległości około 500 m na zachód od drogi biegnącej przez Racławice i Czubrowice. Na zachód opada pionową ścianą o wysokości 30–35 m. Ma długość 230–250 m i zbudowana jest z jurajskich wapieni. Porasta ją typowy dla skał wapiennych zespół roślinności kserotermicznej z rojownikiem pospolitym Jovibarba sobolifera, a w miejscach zacienionych rośnie zanokcica murowa Asplenium ruta – muraria. Na południowo-wschodnich, przechodzących w łąkę podnóżach skały rośnie przelot pospolity Anthylis vulneraria, cykoria podróżnik Cichorium intybus, koniczyna polna Trifolium arvense, żmijowiec zwyczajny Echium vulgare, jasieniec piaskowy Jasione montana, a na małych wapiennych skałkach jastrzębiec kosmaczek Hieracium pilosella.
Północne krańce Srokowej Skały porasta las sosnowo-brzozowy. W skałach znajduje się Schronisko w Grani Srokowej Skały.

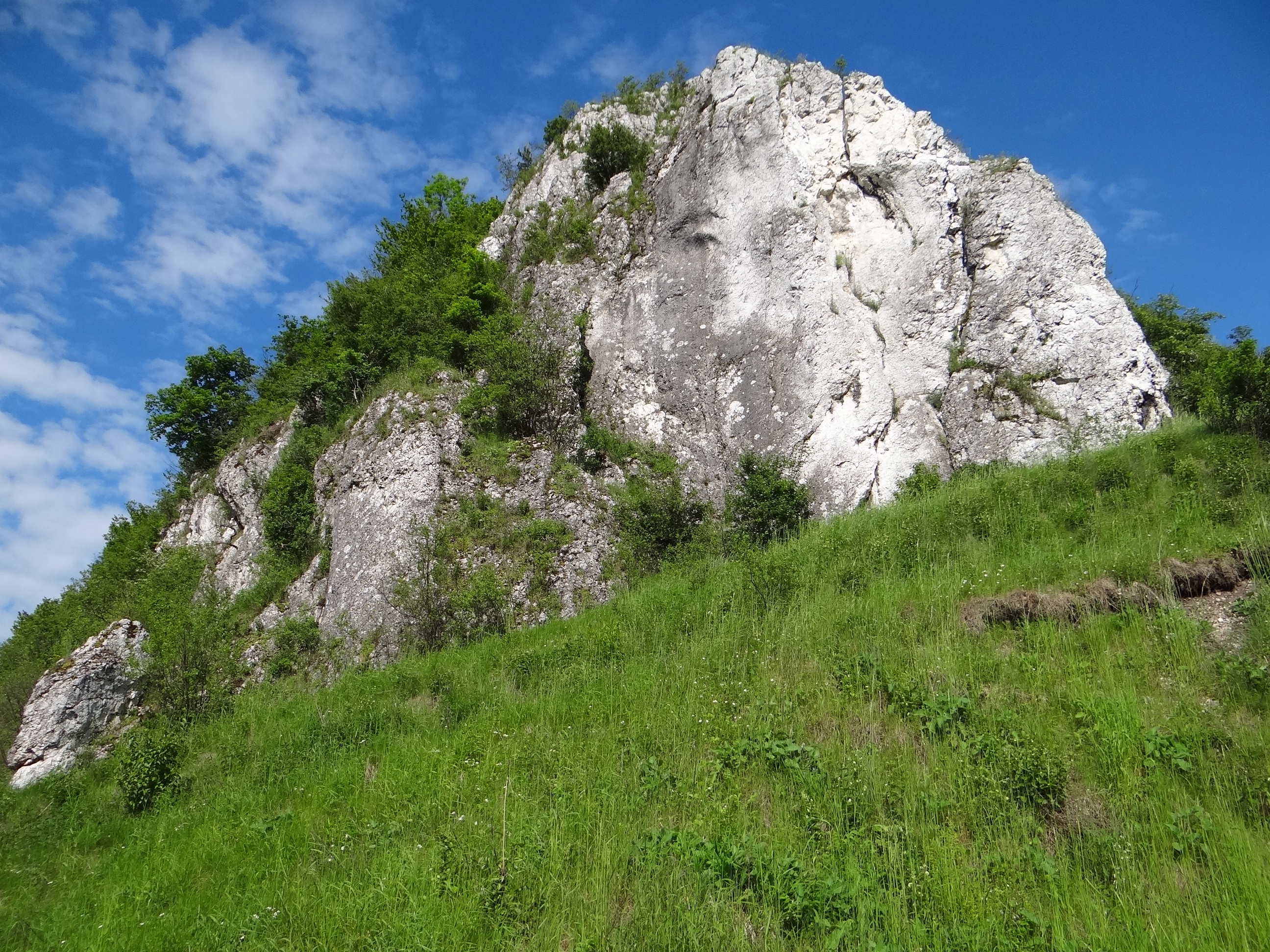
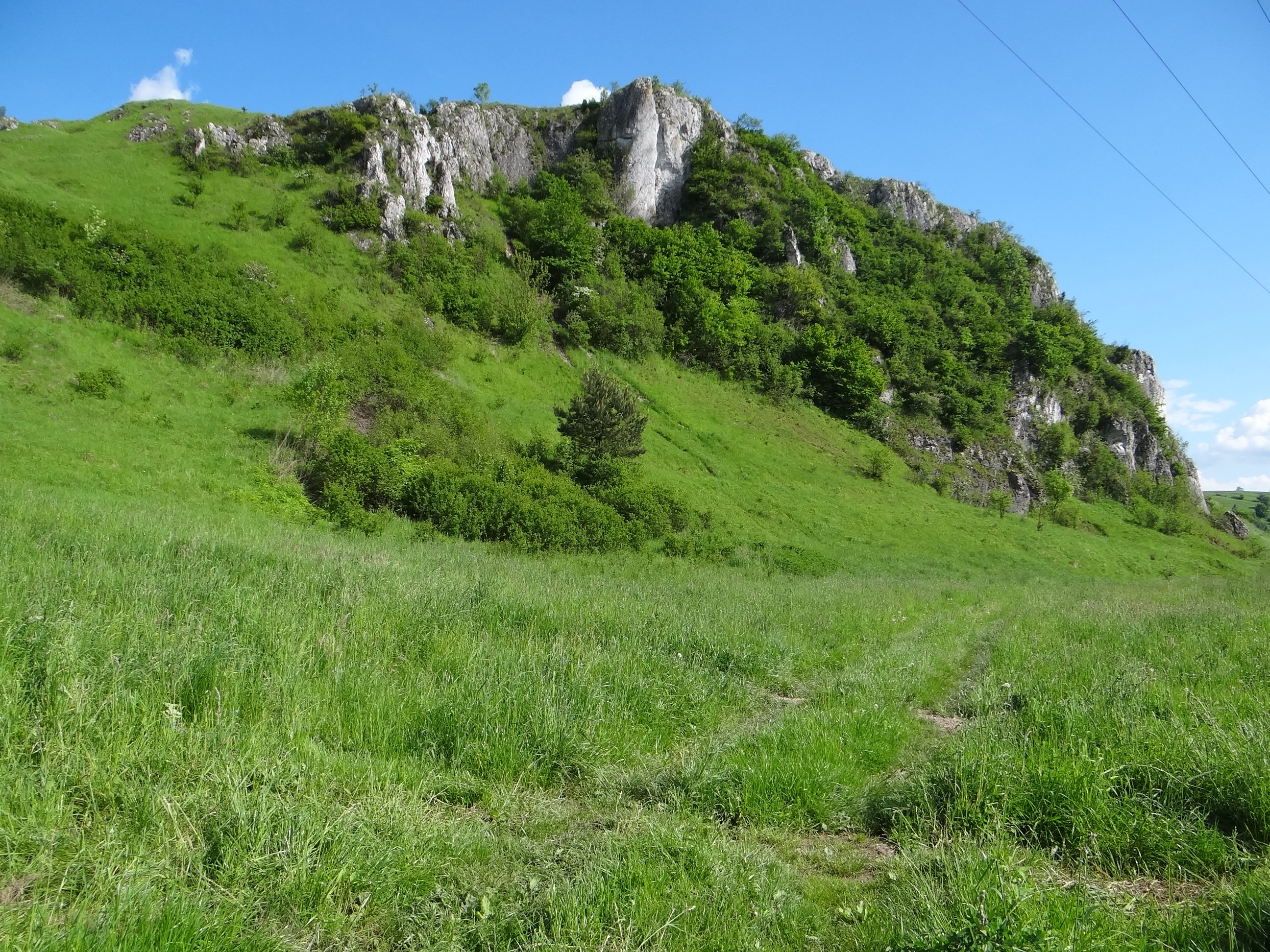
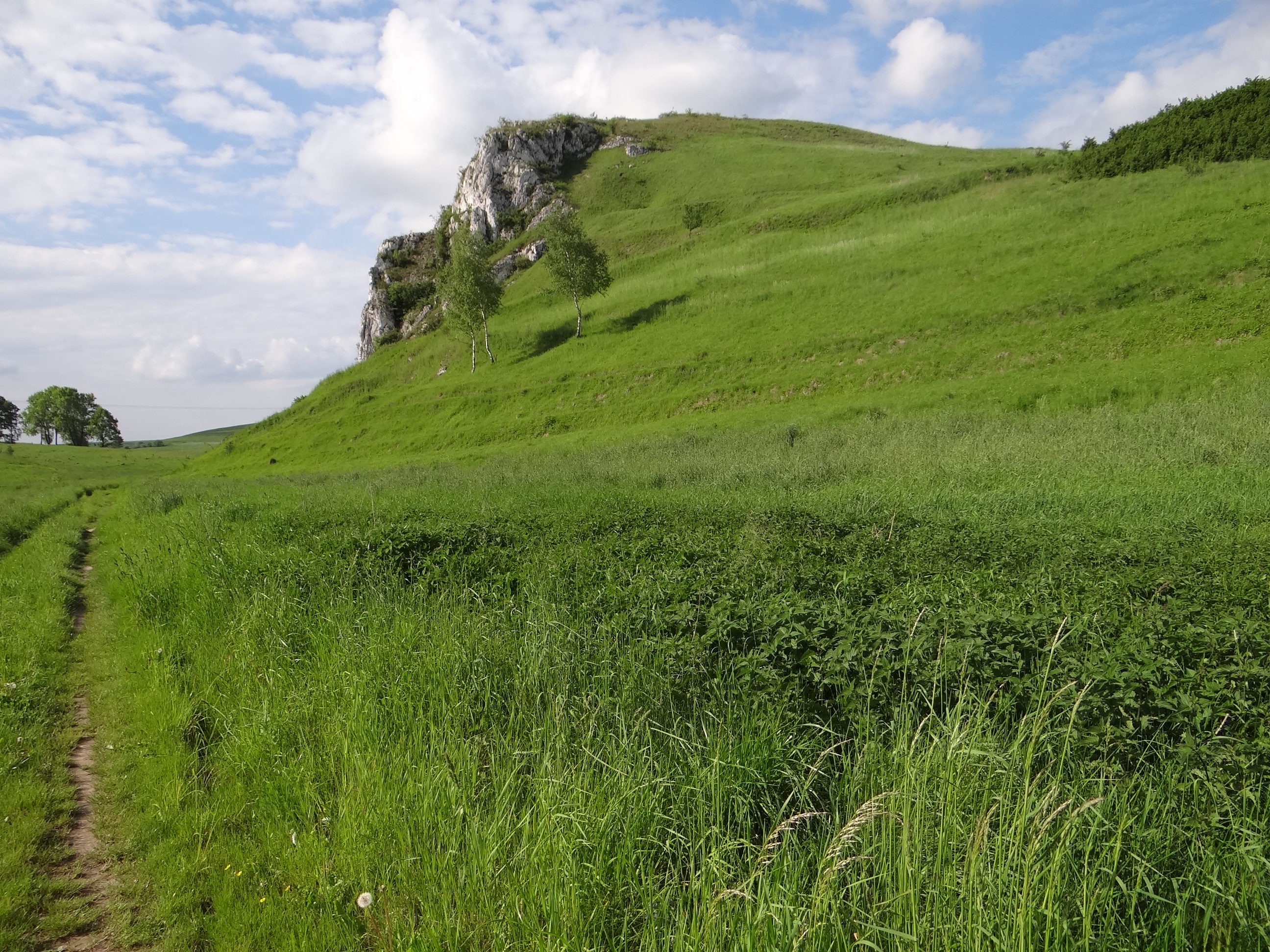
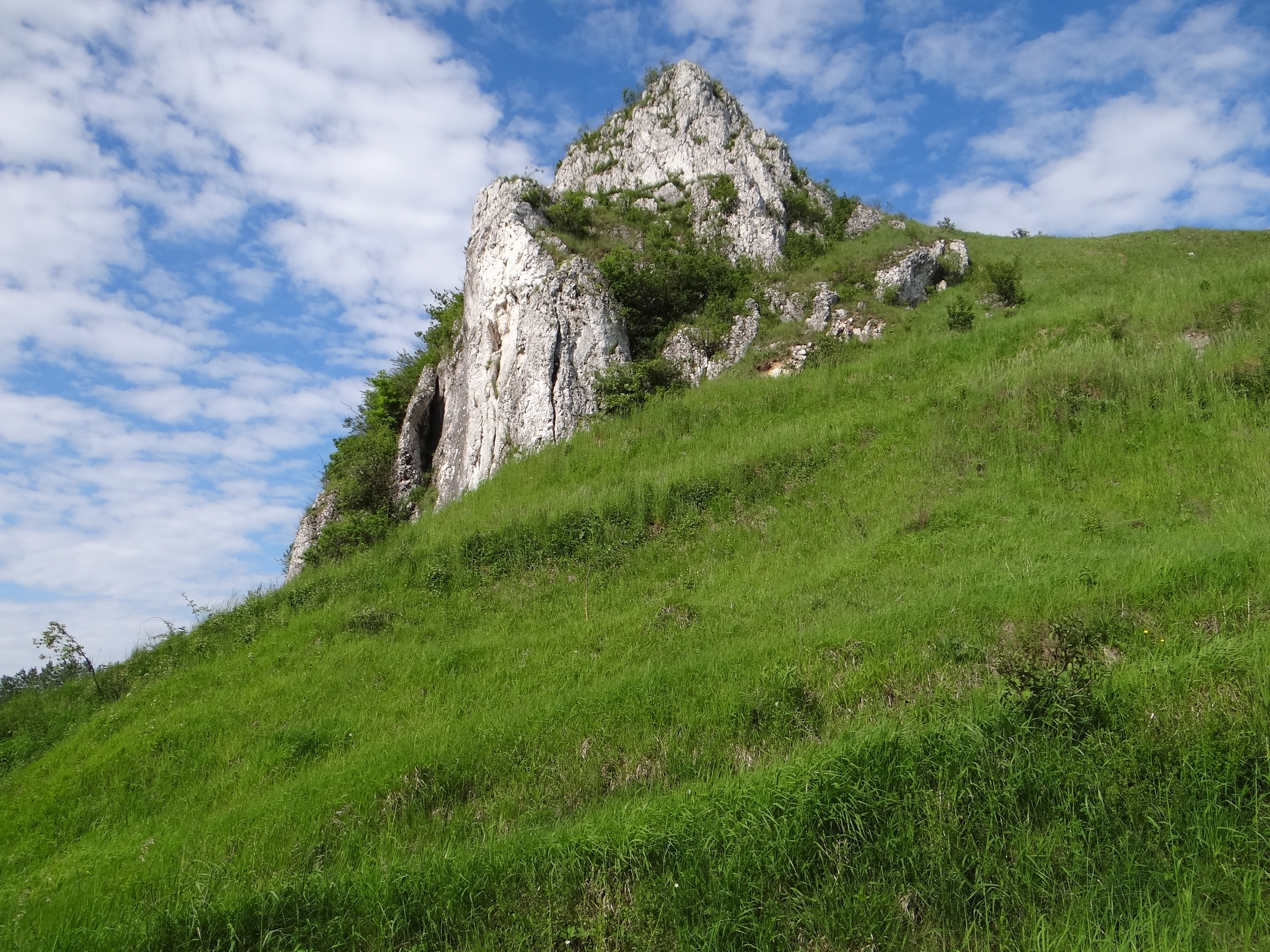
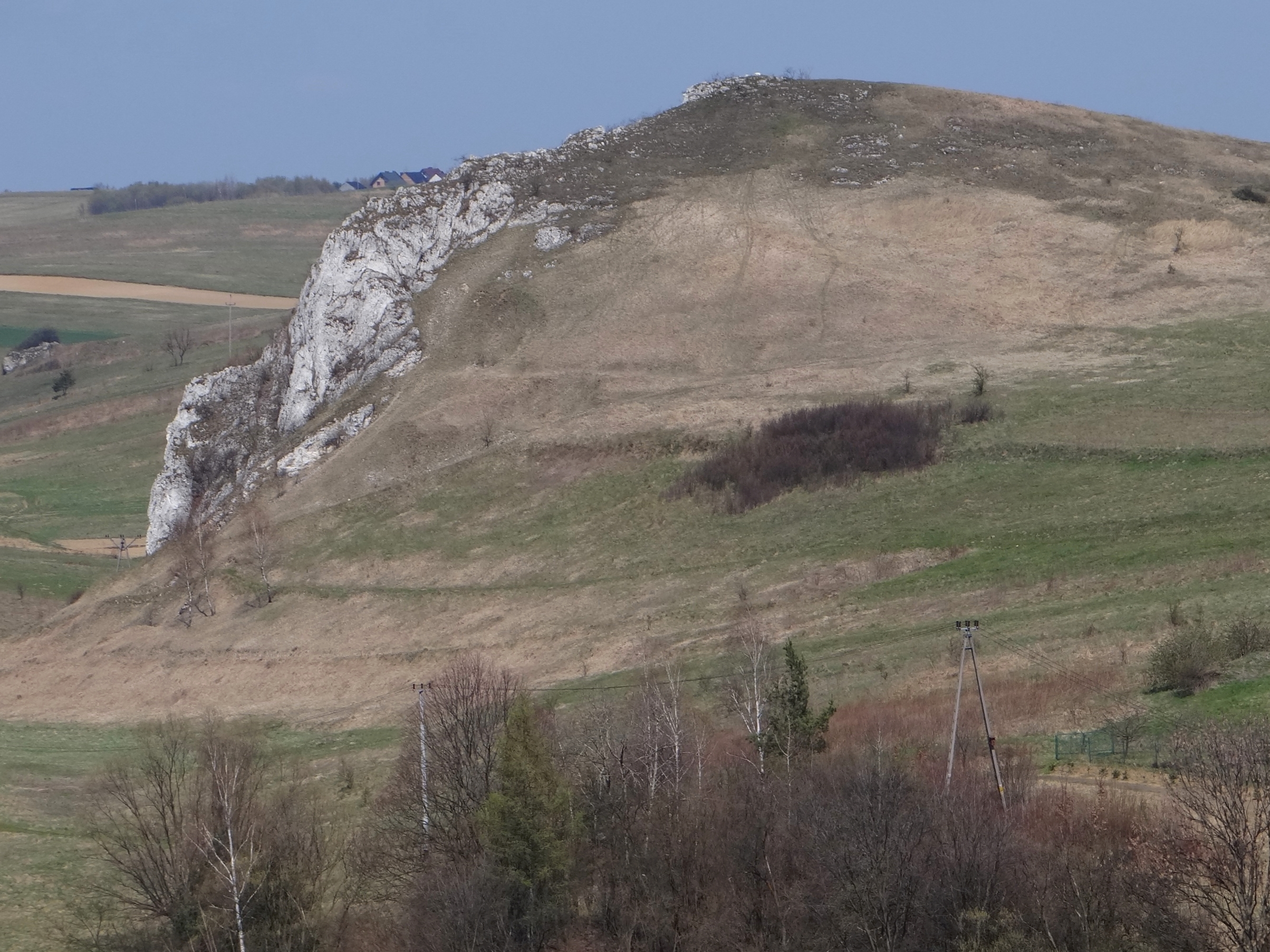

## Wspinaczka skalna
Srokowa Skała ma wysokość do 18 m. Uprawiana jest na niej wspinaczka skalna. Jest 5 dróg wspinaczkowych o trudności od VI. do VI+ w skali polskiej, po raz pierwszy zostały przebyte w 2020 r. Mają zamontowane stałe punkty asekuracyjne: ringi (r) i stanowiska zjazdowe (st). Jest też 5 projektów.

1. Projekt
2. Projekt
3. Skrzydełko i nóżka; VI, 7r + st;
4. Fantastyczny Pan Lis; VI.1, 7r + st
5. Warzyła sroczka kaszkę; VI, 6r + st
6. Projekt
7. Projekt;
8. Projekt;
9. Mlekota; VI+,6r + st
10. Lejdi Killer; VI.1, 5r + st[5].